# Примењена бихејвиорална анализа
Примењена бихејвиорална анализа је научна техника која се бави применом емпиријских приступа заснованих на принципима инструменталног условљавања испитаника и операната за промену понашања од друштвеног значаја. Примењени је облик анализе понашања, а друга два облика су радикални бихевиоризам и експериментална анализа понашања.
Примењена бихејвиорална анализа је заменила бихејвиоралну модификацију јер је последњи приступ предложио покушај промене понашања без разјашњавања релевантних интеракција понашања и окружења. Насупрот томе, примењена бихејвиорална анализа мења понашање тако што прво процењује функционални однос између циљаног понашања и окружења. Често настоји да развије друштвено прихватљиве алтернативе за аберантна понашања.
Примењена бихејвиорална анализа се користи у разним областима, као што су примењено понашање животиња, подршку позитивном понашању у школи, обука у учионици, структуриране и натуралистичке ране интервенције у понашању за аутизам, терапију исхране деце, рехабилитацију повреде мозга, деменцију, фитнес обука, злоупотреба супстанци, фобије, тикови и управљање организационим понашањем.
Покрет за аутизам сматра да је примењена бихејвиорална анализа злоупотреба децу због чињенице да наглашава маскирање уместо прихватања и историју, у неким реализацијама примењених бихејвиоралних анализа и њених претходника, употребе аверзива, попут електричних удара.

## Дефиниција
Примењена бихејвиорална анализа је примењена наука посвећена развоју процедура које ће произвести уочљиве промене у понашању. Разликује се од експерименталне анализе понашања, која се фокусира на основна експериментална истраживања, али користи принципе развијене таквим истраживањем, посебно инструментално учење и класично условљавање. Примењена бихејвиорална анализа прихвата гледиште радикалног бихејвиоризма, третирајући мисли, емоције и друге прикривене активности као понашање које подлеже истим правилима као и отворени одговори. Представља одмак од методолошког бихевиоризма, који ограничава поступке промене понашања на понашања која су отворена, и био је концептуална основа за бихејвиоралну модификацију.
Аналитичари наглашавају да наука о понашању мора бити природна наука за разлику од друштвене. Као такви, аналитичари понашања се фокусирају на уочљив однос понашања са околином, укључујући претходнике и последице, без прибегавања хипотетичким конструктима.

## Часописи
Аналитичари примењене бихејвиоралне анализе објављују резултате у многим часописима, неки примери су:
1. Journal of Applied Behavior Analysis
2. Journal of the Experimental Analysis of Behavior
3. Behavior Analysis: Research and Practice[15]
4. The Behavior Analyst Today[16]
5. Perspectives on Behavior Science
6. The Psychological Record
7. The Journal of Speech-Language Pathology and Applied Behavior Analysis[16]
8. Journal of Early and Intensive Behavior Interventions[16]
9. The International Journal of Behavioral Consultation and Therapy[16]
10. The Journal of Behavioral Assessment and Intervention in Children[16]
11. The Behavioral Development Bulletin[16]
12. Behavior and Social Issues[17]
13. Journal of Behavior Analysis of Sports, Health, Fitness, and Behavioral Medicine[16]
14. Journal of Behavior Analysis of Offender and Victim: Treatment and Prevention[16]
15. Behavioral Health and Medicine[16]
16. Applied Animal Behaviour Science
17. Behavior Therapy
18. Behavior and Philosophy[18]